# Clara Feyoena van Sytzama

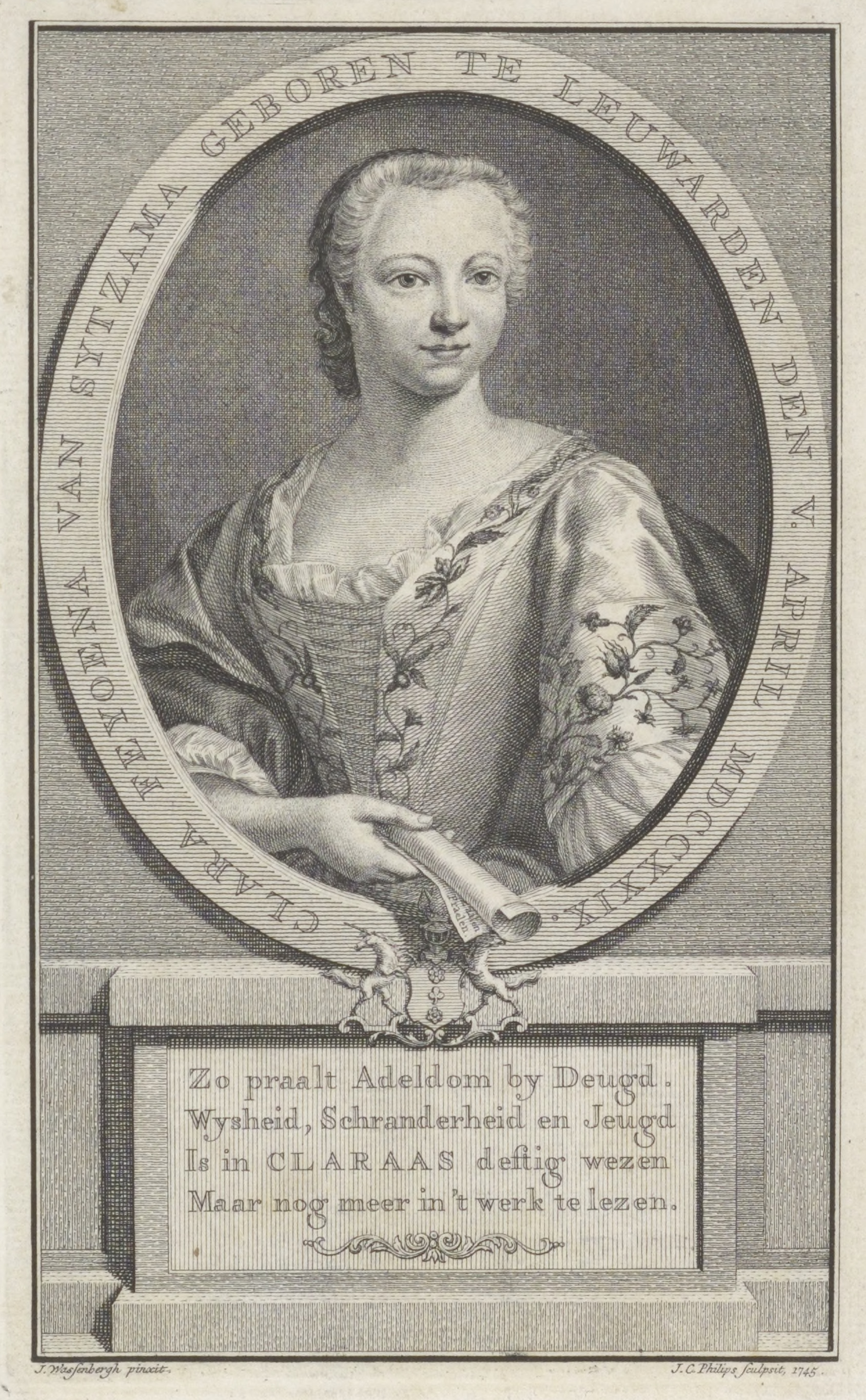
Clara Feyoena van Sytzama (1745)

Clara Feyoena van Sytzama, verh. Clara Feyoena van Raesfelt-van Sytzama, (* 5. April 1729 in Leeuwarden; † 1. September 1807 in Heemse) war eine niederländische Dichterin.

## Biographie
Clara Feyoena van Sytzama wurde als Tochter des adligen Offiziers und Abgeordneten der Generalstaaten Pier Willem van Sytzama (1688–1759) und dessen Ehefrau Ebella Juliana Aebinga van Humalda (1706–1730) geboren. Als sie ein Jahr alt war, starb ihre Mutter. Nach zwei Jahren Witwerschaft ging ihr Vater eine zweite Ehe mit Geertruida Sjuck van Burmania ein, die als Witwe von Schelto Reint Jarges auf der Tammingaborg in Bellingeweer lebte. Van Sytzama zog mit seinen beiden Kindern – Clara und ihrem zwei Jahre älteren Bruder – dorthin. Über die Beziehung zu ihrer Stiefmutter schrieb Clara in einem Gedicht:
Toen ’t moederhart mij wierd onttogen

Daar pas mijn oog haar had aanschouwd

Zag God toen zonder mededogen

Aan welk een Wrede ik wierd toevertrouwd?
Als das Mutterherz mir entzogen wurde

da ich es gerade erst erblickt

sah Gott ohne Mitgefühl

Welch Grausamer ich wurde anvertraut?
1738 starb ihre Stiefmutter, und Clara van Sytzama wurde fortan von der Gouvernante Alida Tegneus betreut, die die dichterischen Aktivitäten ihres Schützlings unterstützte, deren Lyrik sich im Wesentlichen um religiöse Themen sowie das Haus Oranien drehte. Das älteste bekannte Gedicht von van Sytzama stammt aus dem Jahr 1741; 1744 schrieb sie zusammen mit ihrer Gouvernante ein Gedicht für die Gedichtsammlung Stigtelyke mengeldigten von Magdalena Pollius, einer Freundin von Tegneus.

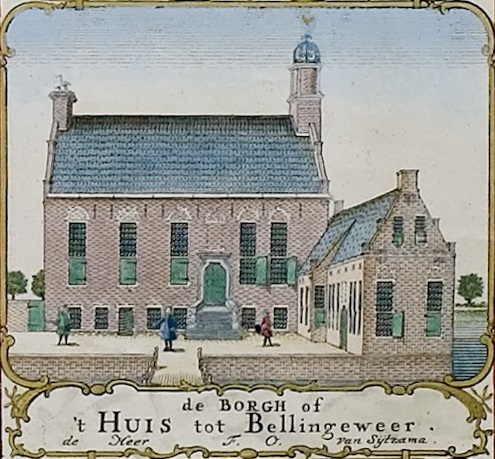
Die Tammingaborg in Bellingeweerder, Wohnsitz der Familie

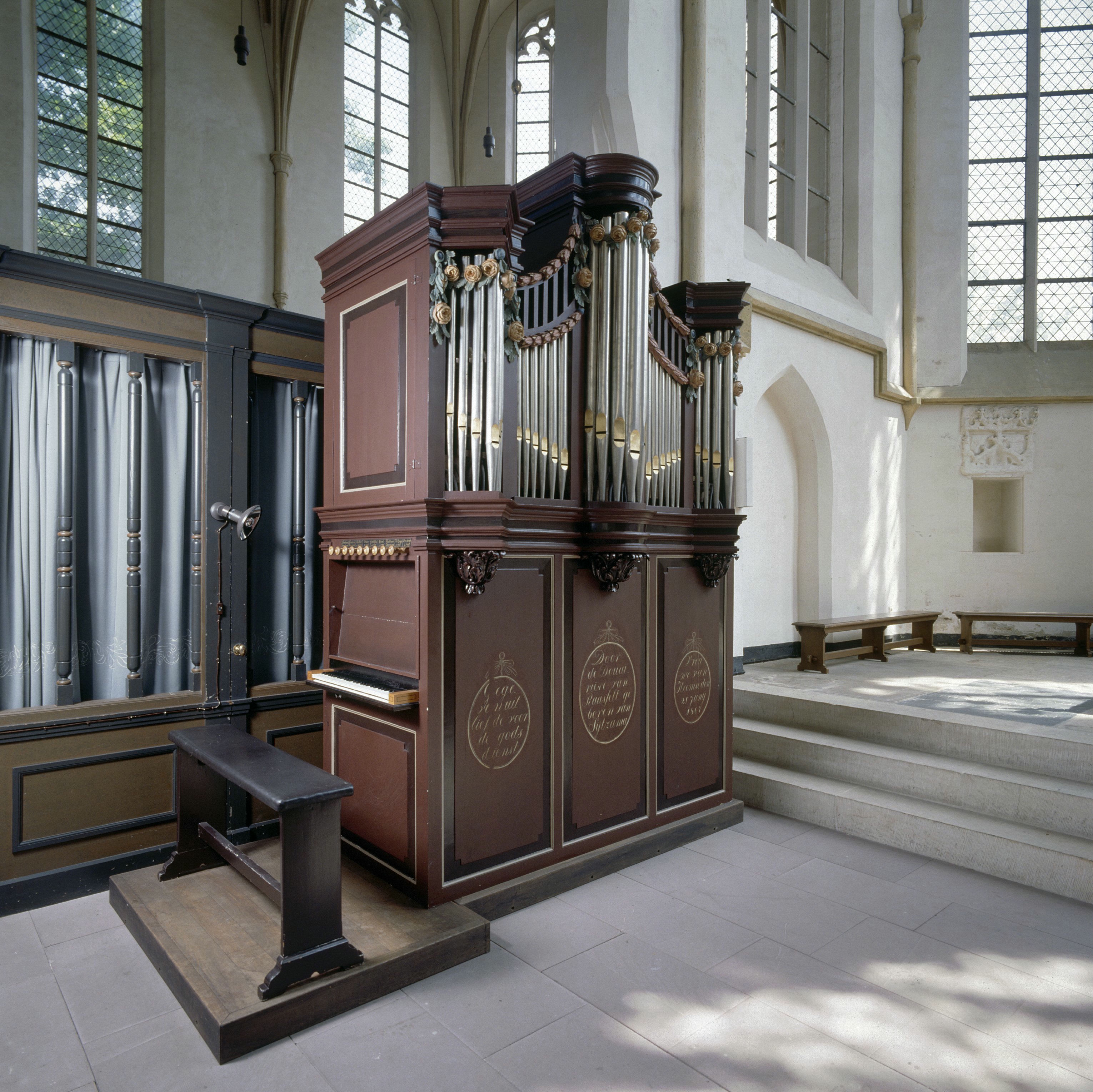
Die von Clara van Sytzama gestiftete Chororgel befindet sich heute in der Grote of St. Gudulakerk in Lochem

Durch ihren Bruder Pico Galenus, der an der Reichsuniversität Groningen studierte, fand Clara van Sytzama Zugang zu den dortigen Kreisen von männlichen Studenten, und sie wurde zum Mittelpunkt eines Dichterrings, der sich in der Tammingaborg traf und dessen Mitglieder Orangisten waren. 1746 erschien ihre Gedichtsammlung Bellingeweerder uitspanningen, herausgegeben von dem Groninger Drucker Jurjen Spandaw. In einem Vorwort und einem Anhang gab der Bruder Pico Galenus einen historischen Überblick über die Bewegung der Orangisten; unter ihrem von Jan Abel Wassenbergh geschaffenen Bild verkündete ihr Vater stolz: „Zo praalt adeldom bij deugd/ wijsheid, schranderheid en jeugd/ Is in Claraas deftig wezen/ Maar nog meer in 't werk te lezen“ („So glänzt der Adel mit Tugend, Weisheit, Klugheit und Jugend, ist in Claras vornehmem Wesen, aber noch mehr davon im Werk zu lesen.“) Es folgten Lobreden anderer Poeten über die 17-jährige Dichterin, deren Beiträge nur die Hälfte des Buches umfassten. 1794 sagte sie über ihr Jugendwerk, es habe sich um „holprige“ Verse gehandelt, die von ihrem Vater „übereilt“ an die Druckerei geschickt worden seien.
Neben ihrer Gouvernante Alida Tegneus wurde Clara van Sytzama von Julius Conring, einem Kommilitonen ihres Bruders, unterrichtet; und die beiden verliebten sich. Da die Familien verschiedenen politischen Lagern angehörten und Conring zudem nicht adlig war, wandte sich Claras Vater gegen eine Verbindung der beiden, und Conring wurde als Lehrer entlassen. Er starb im Dezember 1748 an Tuberkulose. Clara von Sytzema verwand diesen Verlust nie, wie aus ihren Gedichten hervorging. Um sie abzulenken, schickte ihr Vater sie in das Haus ihres Onkels Jan Andries op de Blankenhemert in Collendoorn, wo sie Isaac Reinder van Raesfelt, Heer van Heemse, Alerdinck, de Pol en den Doorn (1723–1800) kennenlernte, den sie 1750 heiratete. Das Ehepaar lebte auf dem Gut des Ehemannes in Heemse; die Ehe war wenig glücklich, auch weil der Ehemann nicht die intellektuellen Interessen seiner Frau teilte. 1759 wurde die gemeinsame Tochter Ebella Juliana geboren, die jung heiratete, aber 1780 nach der Geburt ihres zweiten Kindes infolge siebenmonatiger Krankheit starb. Clara Feyoena van Sytzama kümmerte sich fortan um ihre beiden Enkelkinder.
Durch die Schwiegerfamilie ihrer Tochter lernte Clara van Sytzama den Direktor der Natur- und Kunstkabinette des niederländischen Statthalters, Arnoud Vosmaer, kennen, der sie in ihren literarischen Ambitionen unterstützte. Um 1774 schrieb sie die Gedichtsammlung Heemse, een hof-bosch- en veldzang, die 1783 von J. van Schoonhoven in Utrecht veröffentlicht wurde und in der die Natur um Heemse als Gottes Schöpfung gepriesen wird. 1794 erschien in Amsterdam bei Johannes Allart die Sammlung Gedichten, in der sie nach 50 Jahren auch ihre Trauer um ihre Jugendliebe Justus Conring verarbeitete. Damit war sie eine der ersten Frauen in den Niederlanden, die sich in Gedichten öffentlich zu der Liebe zu einem Mann bekannte. 1774 wurde sie Mitglied des Dichterklubs Kunstliefde Spaart Geen Vlijt in Den Haag und der Leidener Vereinigung von Sprach- und Poesieliebhabern Kunst Wordt Door Arbeid Verkregen („Kunst wird durch Arbeit erworben“). Ihr Gedicht Wij knielen voor uw zetel neer wurde als Lied 231 in das Liedboek voor de Kerken aufgenommen. 1803 veröffentlichte sie gemeinsam mit Jacobus van der Scheer ein Buch über die Geschichte Griechenlands.
1800 starb der Ehemann von Clara van Raesfelt-Van Sytzama, im Jahr darauf ihr Enkelsohn Reinhart Isaac. Kurz vor ihrem Tod 1807 schenkte sie der Hervormde Kerk Sint-Lambertuskerk in Heemse eine von Georg Hein Quellhorst gebaute Chororgel. 1917 wurde die Orgel an eine Kirche in Pesse verkauft; seit 1981 befindet sie sich in der Grote of St. Gudulakerk in Lochem. Clara van Sytzama wurde in Heemse beerdigt, über die genaue Lage ihrer sterblichen Überreste herrscht indes Uneinigkeit, da kein Grabstein (mehr?) existiert. Das Anwesen in Heemse wurde 1870 abgebrochen und das Grundstück für einen Bauernhof genutzt. An seiner Stelle wurde in den 1970er Jahren das Clara Feyoena Heem für chronisch kranke Senioren errichtet. Anlässlich von van Sytzamas 200. Todestag wurde dort 2007 ein Denkmal für sie enthüllt. In Winsum ist die C F van Sytzamastraat nach ihr benannt.

## Werke (Auswahl)
- Bellingeweerder uitspanningen, behelzende eenige geestelyke en mengel-stoffen, in rym. 1746.
- Veld-zang, op de geboorte van Anna [...] princesse van Orange en Nassau. 1746.
- Ter Verheffing Van Zyne Doorlugtigste Hoogheid Willem Carel Hendrik Friso, Door De Genade Gods Prinse van Orange en Nassau ... Tot Stadhouder Capitein-Generaal en Admiraal der Zeven Vereenigde Provintien. 1747.
- Lier-zang ter geboorte van Willem de Vde by de gratie Gods prince van Orange en Nassau ... Geboren in ’s Gravenhage, den 8. van lentemaand 1748. 1748.
- Visscherszang ter zevende verjaring van hare doorluchtigste hoogheid, mevrouwe Carolina, gebooren princesse van Orange en Nassau ... den XXVIIIsten van sprokkelmaand. 1750.
- Aan de bestuurderen van het dichtlievend genootschap, onder de spreuk: Kunstliefde spaart geen vlijt, toen dezelve mij tot lid verkooren hadden. 1774.
- Op de Nederlandsche zege bevochten op de Engelschen in het zeegevecht van den 5{den} augustus MDCCLXXXI. 1781.
- Een beschrijving van het dorp Heemse in 1783. Historische Vereniging. 1993. (Nachdruck)
- Mit Jacobus van der Scheer: Kort begrip der geschiedenissen van oud Griekenland : waar agter: eene korte geschiedenis van Siciliën, wijl de betrekking die dit eiland eertijds op Griekenland had, in een naauw verband met dezelve staat. 1803.
- Heemse : hof-, bosch- en veldzang in vier zangen. 1990. Herausgeber: Historische Vereniging Hardenberg en Omgeving. (Nachdruck)